# Liste der Kulturdenkmale in Schwedeneck
In der Liste der Kulturdenkmale in Schwedeneck sind alle Kulturdenkmale der schleswig-holsteinischen Gemeinde Schwedeneck (Kreis Rendsburg-Eckernförde) und ihrer Ortsteile aufgelistet (Stand: 14. April 2025).
Die Bodendenkmale sind in der Liste der Bodendenkmale in Schwedeneck aufgeführt.

## Legende
In den Spalten befinden sich folgende Informationen:
- Objekt-ID: die Nummer des Kulturdenkmales
- Lage: die Adresse des Kulturdenkmales und die geographischen Koordinaten. Kartenansicht, um Koordinaten zu setzen. In der Kartenansicht sind Kulturdenkmale ohne Koordinaten mit einem roten Marker dargestellt und können in der Karte gesetzt werden. Kulturdenkmale ohne Bild sind mit einem blauen Marker gekennzeichnet, Kulturdenkmale mit Bild mit einem grünen Marker.
- Offizielle Bezeichnung: Bezeichnung des Kulturdenkmales
- Beschreibung: die Beschreibung des Kulturdenkmales
- Bild: ein Bild des Kulturdenkmales

## Sachgesamtheiten
| Objekt-ID      | Lage                                    | Offizielle Bezeichnung | Beschreibung | Bild                             |
| -------------- | --------------------------------------- | ---------------------- | --- | -------------------------------- |
| 40897 Wikidata | Kirchstraße (54° 28′ 2″ N, 10° 3′ 3″ O) | Kirche                 | Aktualisierung vorgesehen - Begründung: geschichtlich, künstlerisch, städtebaulich, Kulturlandschaft prägend - Schutzumfang: Dreifaltigkeitskirche mit Ausstattung, Kirchhof, Grabmale bis 1870, Gruft Noer, Feldsteinmauer | weitere Fotos \| Fotos hochladen |

## Bauliche Anlagen
| Objekt-ID     | Lage                                       | Offizielle Bezeichnung                | Beschreibung | Bild                             |
| ------------- | ------------------------------------------ | ------------------------------------- | --- | -------------------------------- |
| 7874          | Buschblick 4 (54° 28′ 19″ N, 10° 8′ 42″ O) | Kate                                  | Kate; um 1800; eingeschossiger Fachwerkbau mit reetgedecktem Satteldach; kleines Fachwerknebengebäude - Begründung: geschichtlich, Kulturlandschaft prägend - Schutzumfang: Kate, Nebengebäude - Denkmaltyp: Bauliche Anlage | BW                               |
| 4090 Wikidata | Kirchstraße (54° 28′ 2″ N, 10° 3′ 2″ O)    | Kirche St. Trinitatis mit Ausstattung | Alteintragung (Aktualisierung vorgesehen) - Begründung: geschichtlich, künstlerisch, städtebaulich - Schutzumfang: gesamtes Objekt - Denkmaltyp: Bauliche Anlage, Sachgesamtheit: Dreifaltigkeitskirche                      | weitere Fotos \| Fotos hochladen |

## Gründenkmale
| Objekt-ID      | Lage                                    | Offizielle Bezeichnung | Beschreibung | Bild            |
| -------------- | --------------------------------------- | ---------------------- | --- | --------------- |
| 19523 Wikidata | Kirchstraße (54° 28′ 2″ N, 10° 3′ 4″ O) | Kirchhof               | Alteintragung (Aktualisierung vorgesehen) - Begründung: geschichtlich, Kulturlandschaft prägend - Schutzumfang: Kirchhof, Grabmale bis 1870, Gruft Noer, Feldsteinmauer - Denkmaltyp: Gründenkmal, Sachgesamtheit: Dreifaltigkeitskirche | Fotos hochladen |

## Quelle
- Liste der Kulturdenkmale in Schleswig-Holstein – Kreis Rendsburg-Eckernförde

- Karte mit allen Koordinaten:
- OSM |
- WikiMap